# Sherlock (EP)
Sherlock è il quarto EP della boy band sudcoreana Shinee, pubblicato nel 2012.

## Tracce
1. Sherlock (Clue + Note) (셜록) – 3:57
2. Clue – 3:37
3. Note – 2:46
4. Alarm Clock (알람시계) – 3:59
5. The Reason – 4:17
6. Stranger (낯선자) – 3:13
7. Honesty (늘 그 자리에) – 3:52